# Chutes de la Chaudière
Ne doit pas être confondu avec Parc des Chutes-de-la-Chaudière ou Chute des Chaudières.
 (mai 2022).
Si vous disposez d'ouvrages ou d'articles de référence ou si vous connaissez des sites web de qualité traitant du thème abordé ici, merci de compléter l'article en donnant les références utiles à sa vérifiabilité et en les liant à la section « Notes et références ».
Les chutes de la Chaudière sont situées dans la ville de Lévis, au Canada. Hautes de 35 mètres, elles sont les dernières et les plus importantes chutes d'eau de la rivière Chaudière.

## Description

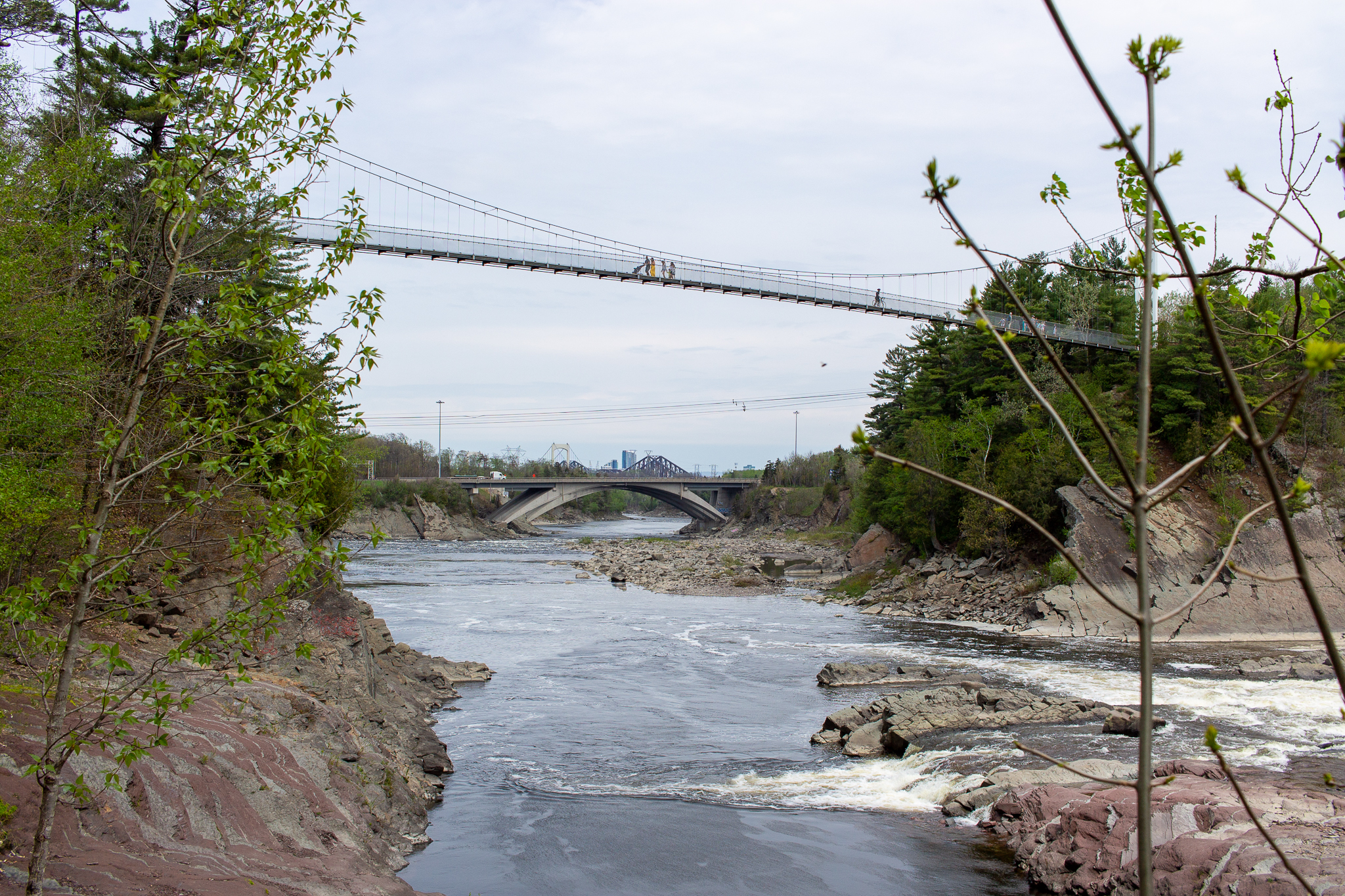
Passerelle au Parc des Chutes-de-la-Chaudière

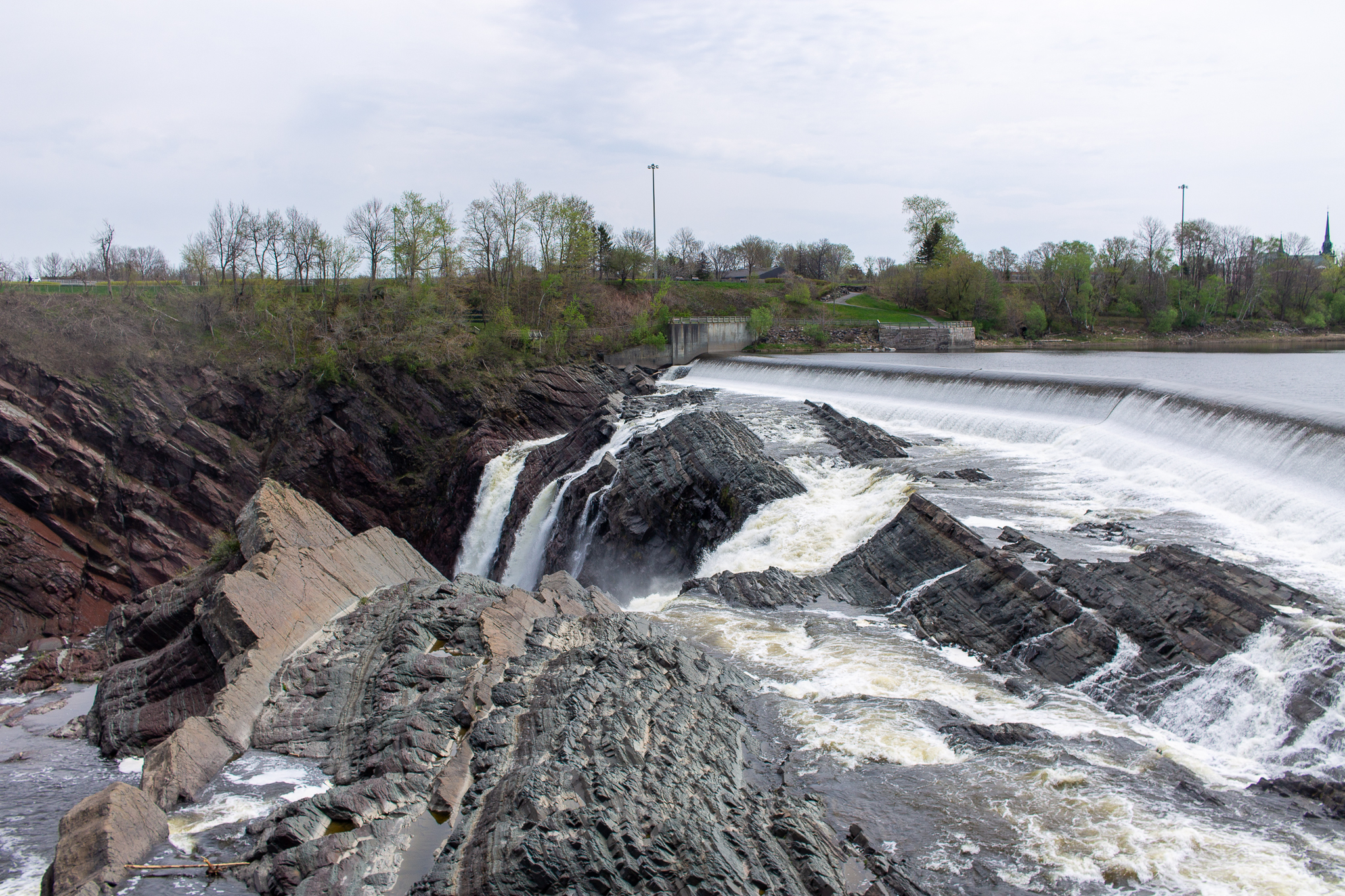
Vue du sommet des Chutes de la Chaudière

Les chutes se trouvent à l'extrémité nord de cette rivière qui coule sur 185 km jusqu’au fleuve Saint-Laurent. Une passerelle d'une longueur de 113 mètres et à 23 mètres au-dessus de la rivière permet aux visiteurs d'observer sur les chutes et la centrale hydroélectrique. 

## Histoire

### Des tribus nomades aux Européens
La ville de Lévis regorge d’artéfacts amérindiens remontant à plus de 10 500 ans avant notre ère. Il y a environ 8 000 à 9 000 ans, des tribus nomades ont séjourné dans le voisinage du parc des Chutes-de-la-Chaudière. En effet, de nombreux vestiges de campements ont été découverts lors de fouilles archéologiques sur le site. D'ailleurs, des artefacts sont exposés dans le bâtiment d’accueil, démontrant la diversité des objets retrouvés.
Plus récemment, soit lorsque Samuel de Champlain a exploré la rivière à partir de 1628, les Amérindiens étaient aussi dans le secteur. La rivière Chaudière étant la principale voie de communication entre la Nouvelle-Angleterre et Québec, nous savons qu'elle a été empruntée par les Abénaquis. Aussi, de 1683 à 1700, les Jésuites ont occupé la mission Saint-François-de-Sales à l'embouchure de la rivière.
Enfin, en 1775, au moment de l'invasion américaine, les soldats du colonel Benedict Arnold ont campé dans les environs des Chutes-de-la-Chaudière avant de traverser à Québec.

### Un potentiel hydroélectrique

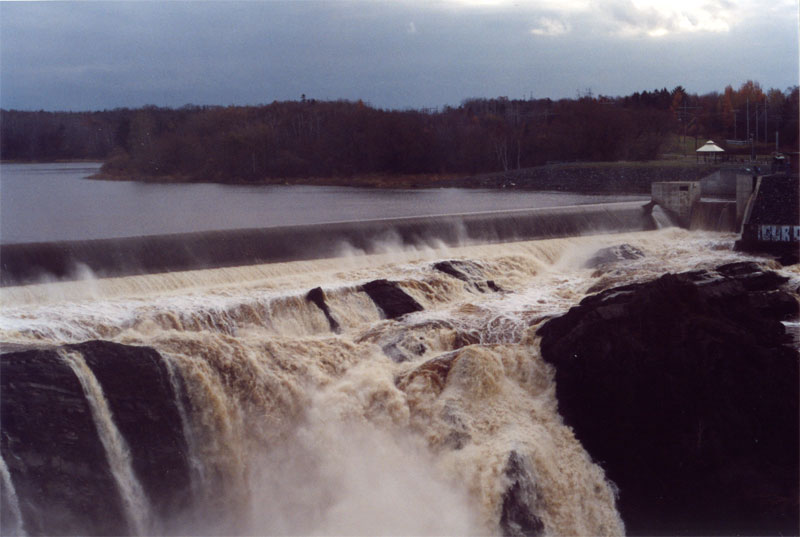
La chute vue d'un belvédère

Une centrale hydroélectrique a été construite en 1901 par la Canadian Electric Light Company sur le site pour tirer profit de la dénivellation des chutes et ainsi alimenter la rive sud de Québec. La puissance générée était de 1 000 kW au début et est rapidement passée à 3 500 kW.
En 1970, une crue exceptionnelle a occasionné le bris du barrage, entraînant la démolition de la centrale. Le terrain est alors devenu propriété du gouvernement du Québec, qui en a d'abord fait une halte routière, puis qui a transformé l'endroit en parc.
La reconstruction du barrage et d'une nouvelle centrale par la Société Innergex a permis la signature d'un acte de cession du parc aux villes de Charny et de Saint-Nicolas en 1998. La centrale actuelle peut générer une puissance de 24 000 kW, ce qui est suffisant pour alimenter environ 5 000 familles. Par ailleurs, une piste cyclable a été achevée en 2002.

### L'opposition à la construction de la centrale hydroélectrique

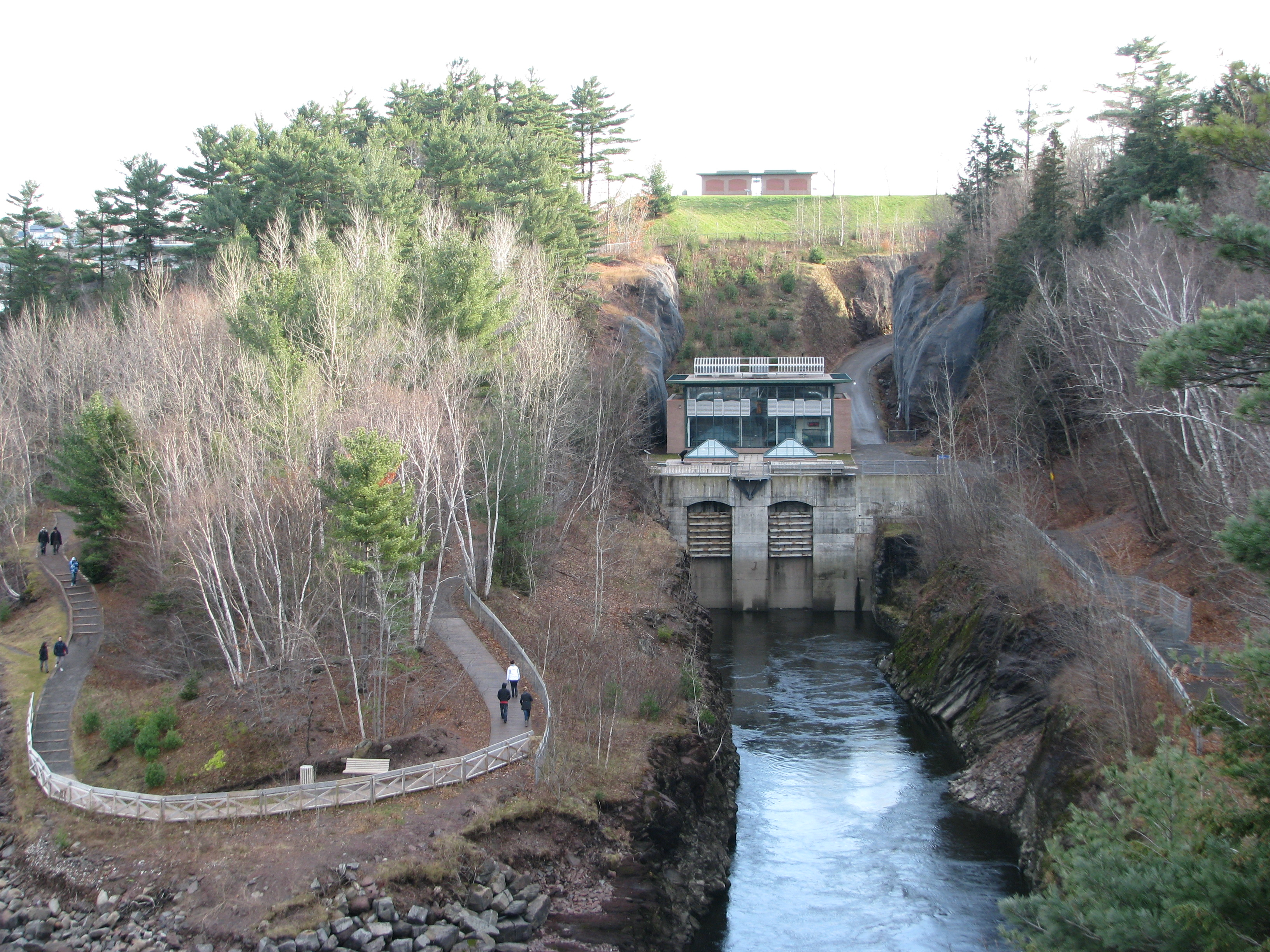
Vue de la centrale avec, au-dessus, le bâtiment de la prise d'eau

Une vive contestation a eu lieu à la fin des années 1990 quand le projet de reconstruire la centrale de la chute chaudière a été rendu public. Les résidents des environs argumentaient que la nouvelle construction endommagerait irrémédiablement le paysage et porterait atteinte à l'environnement. La chaire d'études socio-économiques de l'UQAM conclut dans son rapport « Une étude de cas sur la production hydroélectrique privée » que le projet de la chute de la rivière Chaudière n'avait pas sa raison d'être puisqu'il ne sera pas rentable et que l'argent serait mieux dépensé ailleurs. Le gouvernement de l'époque a quand même décidé d'aller de l'avant avec le projet.